# واکنش فون براون
واکنش فون براون (انگلیسی: Von Braun reaction) واکنشی در شیمی آلی است که طی آن یک آمین نوع سوم با سیانوژن برمید واکنش داده و یک سیانامید آلی ایجاد می‌کند. برای نمونه می‌توان به واکنش N,N-Dimethyl-1-naphthylamine با سیانوژن برمید اشاره کرد.